# ランフレクシブル (原子力潜水艦)
ランフレクシブル（フランス語：L'Inflexible, S 615）は、フランス海軍の原子力弾道ミサイル潜水艦。艦名は不屈を意味するフランス語から。
艦体が同じものであるため、ル・ルドゥタブル級原子力潜水艦6番艦として扱われる場合もある。

## 艦歴
「ランフレクシブル」は、第4期長期軍事力整備計画に基づきDCNシェルブール工廠にて建造され、1980年3月27日起工、1982年6月23日進水、1985年4月1日に就役し、ロング島基地に配備された。ただし、実際には1974年4月20日に起工され、リュビ級原子力潜水艦が優先されたため1976年6月建造が中断している。このため再起工する際には仕様・設計の変更が加えられ、ル・ルドゥタブル級原子力潜水艦の艦体は同じままに装備を換装した。対艦兵器にエグゾセが加わったことと潜水艦発射弾道ミサイルがより長射程のものに置き換わったことが挙げられる。また、ソナーの改良も行われた。
2004年6月からフランス陸軍の第7アルペン猟兵大隊と提携関係を結ぶ。
22年間に59回の戦略哨戒任務に従事し、時間換算で約90,000時間の間水中にいた。2008年1月14日に退役した。